# Geuzenliederen
Geuzenliederen zijn, formeel gesteld, liederen die gezongen worden door geuzen. In het bijzonder onderscheidt men twee perioden waarin geuzenliederen ontstonden.

## De geuzenliederen uit de tachtigjarige oorlog

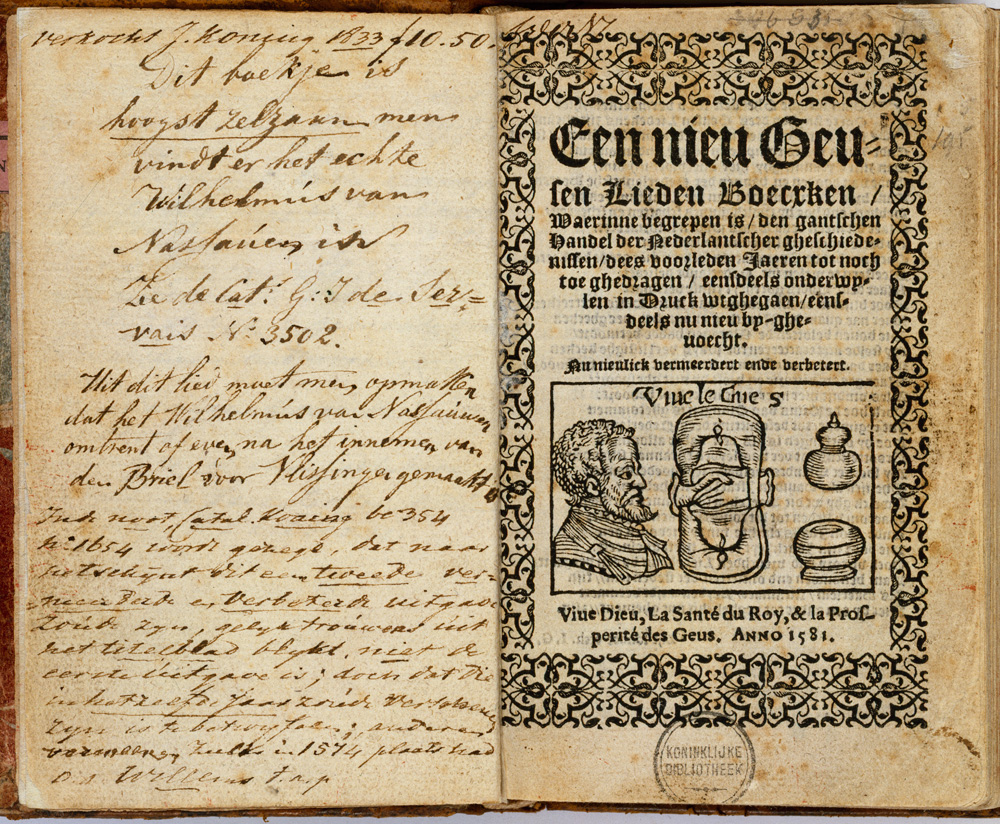
Titelblad van het Nieuw Geuzenliedboek (ex. KB), 1581

In de 16e eeuw voerde het calvinistische noorden de Tachtigjarige Oorlog tegen het katholieke Spanje. De opstandige edelen in de Nederlanden en hun medestanders noemden zich geuzen (zie daar). In de volkscultuur ontstonden liederen die de historische ontwikkelingen schetsten. Tevens hadden ze een troostende of klagende inhoud, verheerlijkten de heldendaden der geuzen, hadden soms een meer geestelijke inspiratie, of dienden om de tegenpartij te beschimpen of bespotten. Een voorbeeld van dat laatste is De Clage vanden inquisiteur, meester Pieter Titelmanus.
Ze waren geënt op oude en populaire melodieën en werden in het begin gedrukt op losse vellen die goedkoop aan de man werden gebracht. Geheime drukpersen, veelal uit de noordelijke steden zoals Amsterdam, Den Haag, Utrecht, Haarlem werden hiervoor gebruikt.
Enkele dichters van geuzenliederen zijn bekend: Arent Dircksz. Vos, pastoor in De Lier; Joris Sylvanis, predikant te Antwerpen; Jan Cooman van Delft; Pieter Sterlinckx van Heenvliet; Willem van Haecht; Laurens Jacobsz en Adriaen Valerius.
Een aantal liederen van Valerius bleven in latere eeuwen bekend, zoals 'Merck toch hoe sterck' (over het beleg van Berg-op-Zoom), 'Waer dat men sich al keerd of wend', 'Wilt heden nu treden' (over de slag bij Turnhout) en 'O Nederland, let op u saeck' (allen opgenomen in de liedbundel Kun je nog zingen, zing dan mee).
Het bekendste geuzenlied vandaag is het Wilhelmus.

## De geuzenliederen uit de Tweede Wereldoorlog
Ook uit de Tweede Wereldoorlog blijven heel wat liederen over die op dezelfde manier zijn ontstaan. Bestaande liederen, dikwijls psalmen of andere kerkelijke liederen, werden voorzien van een spottende tekst jegens de Duitse bezetter, of verhaalden van martelaren van het verzet. Dat dit een voortzetting van een traditie was, blijkt uit het feit dat de originele bundel van 1581 in 1944 illegaal werd herdrukt. Een voorbeeld van een geuzenlied van het verzet is Blonde Mientje, een parodie op Auf der Heide blüht ein kleines Blümelein. In de tekst wordt niet verwezen naar de Tachtigjarige Oorlog.
Niet alleen het verzet maakte geuzenliederen, de NSB probeerde zich herhaaldelijk te identificeren met de Geuzen, mogelijk om de NSB-regering te rechtvaardigen. Een voorbeeld van een NSB-lied dat direct verwijst naar de Tachtigjarige Oorlog is Romdiredom, waarbij de volgende zinnen het begin van het liedje vormen: 
"De Geuzenvendels trekken aan! Romdiredom!
Na eeuwen zijn zij opgestaan Romdiredom!
Zie hun vlaggen in de wind, hoort een nieuwe Geuzentijd begint..."

## Uitgaven
- Een nieu Geusen Lieden Boecxken – 1581
- Adriaen Valerius, Nederlandtsche gedenck-clanck (1626)
- Het Geuzenliedboek uitgegeven door H.J. van Lummel, 1872-'74, en opnieuw uit de nalatenschap van E.T. Kuiper door P. Leendertz Jr., 1924-'25.
- Verschillende van deze liederen waren ook opgenomen in Van Vlotens Geschiedzangen, 1852-'64.
- Een tiental liederen van Valerius werd opgenomen in de liedbundel Kun je nog zingen, zing dan mee.
- In najaar 1943 een nieuw Geuzenliedboek, gedichten uit de Oorlogsdagen, in lente 1944 het 'Tweede vervolg' en in voorjaar 1945 het 'Derde vervolg', verzorgd door Van Randwijk, Muus Jacobse en Jan H. de Groot.
- In 1947 Oude en Nieuwe Geuzenliederen, van Yge Foppema.
- Er is een studie over Het Nieuwe Geuzenlied opgenomen in de Steekproeven van Stuiveling, 1950.